# To the Queen
To the Queen (или To The Queen by the players) је кратка песма од 18 стихова која хвали Елизабету I приписана Вилијаму Шекспиру.
Шекспиролог Џонатан Бејт је укључио песму у комплетна издања Шекспирових дела објављених 2007. Песма коју је Бејт описао као написану на „полеђини коверте“, вероватно је настала као епилог за извођење драме у присуству краљице. Бејт верује да је написана да би се читала након што је „Како вам драго“.
Амерички научници Вилијам Ринглер и Стивен Меј открили су песму 1972. у свесци човека по имену Хенри Стенфорд, за кога се зна да је радио у домаћинству Лорда Чемберлена. Други научници су од тада оспорили приписивање ауторства Шекспиру.

## Текст песме
| „ | As the dial hand tells o'er The same hours it had before, Still beginning in the ending, Circular account still lending, So, most mighty Queen we pray, Like the dial day by day You may lead the seasons on, Making new when old are gone, That the babe which now is young And hath yet no use of tongue Many a Shrovetide here may bow To that empress I do now, That the children of these lords, Sitting at your council boards, May be grave and aged seen Of her that was their fathers' queen. Once I wish this wish again, Heaven subscribe it with "Amen". | ” |

## Атрибуција
Ринглер и Меј су први пут условно дали атрибуцију Шекспиру, а њихово становиште је прихватио 2005. Џејмс С. Шапиро, који је сугерисао да је дело можда написано као епилог за представу „Сан летње ноћи“. Он је тврдио да метрика одговара Обероновим завршним линијама и добро познатом објављеном епилогу на крају дела.
Други аутори су тврдили да је вероватније да је коришћена за Како вам се свиђа, јер је била повезана са темама у представи.
Међутим, други научници се не слажу. Године 2009. Мајкл Хатавеј је тврдио да је већа вероватноћа да ће песма бити од Бена Џонсона.
Он каже да су могући аутори и Шекспир и Томас Декер. Хелен Хекет је 2011. године тврдила да је Декер највероватнији аутор. Декер се појављује као најјачи кандидат, из разлога који укључују његову сталну преокупацију бројчаницима и временским циклусима, његову опсежну композицију краљевског панегирика и снажне сличности овог и неких других његових дела. Хекет наводи да је, за разлику од Шекспира, Декер редовно писао стихове о Елизабети и сугерише да је песма требало да се изговори на крају његове драме Обућарски празник.